# Acytolepis hyllus
Acytolepis hyllus är en fjärilsart som beskrevs av Hans Fruhstorfer 1921/22. Acytolepis hyllus ingår i släktet Acytolepis och familjen juvelvingar. Inga underarter finns listade i Catalogue of Life.